# Липицы (посёлок, Липицкое сельское поселение)
Липицы — посёлок в Чернском районе Тульской области России.
В рамках административно-территориального устройства является центром Липицкой сельской администрации Чернского района, в рамках организации местного самоуправления — административный центр Липицкого сельского поселения.

## География
Расположен в 95 км к югу от областного центра и в 26 км к юго-востоку от райцентра, пгт Чернь.

## Население
| 2002 | 2010 |
| ---- | ---- |
| 467  | ↘451 |

Население — 451 чел. (2010).